# 船帆座KQ
船帆座KQ，又名CD-41 6220，HD 94660、SAO 222422、HR 4263，是船帆座的一颗恒星，视星等为6.11，位于銀經280.98，銀緯15.6，其B1900.0坐标为赤經10h 50m 28.8s，赤緯-41° 15.6′ 5″。